# Usted, por ejemplo
Usted, por ejemplo fue un programa de televisión, emitido por La 1 de Televisión española entre 1982 y 1984. Se programaba semanalmente los sábados de 19 a 20 horas.

## Formato
Programa de carácter social y divulgativo, en el que ciudadanos anónimos planteaban en plató sus preocupaciones, problemas y dificultades en materias como consumo, economía, salud, medio ambiente, etc. El presentador interpelaba a la autoridad institucional responsable de cada área en búsqueda de soluciones para los conflictos expuestos y en ocasiones se entablaba un debate entre expertos en el tema en cuestión.

## Listado de programas (parcial)
- Con letras hasta el cuello (12-11-1982)
- Contra el paro, ecología (19-11-1982)
- Los juguetes que nos invaden (17-12-1982)
- La paz ¿conquista imposible? (24-12-1982)
- Niños ¿Y mañana qué? (7-1-1983)
- Quien ensucia paga (15-1-1983)
- Conocer la naturaleza es amarla (29-1-1983)
- Estamos secando España (5-2-1983)
- El mar, una cloaca (19-2-1983)
- A la vejez, deporte (26-2-1983)
- El trabajo tiene sexo (5-3-1983)
- Rebeldes con causa (12-3-1983)
- Edificaciones que matan (19-3-1983)
- Poder verde (1-4-1983)
- Los dineros del paro (9-4-1983)
- Los huertos escolares (16-4-1983)
- La vivienda rural (23-4-1983)
- Otra escuela (7-5-1983)
- ¿Agricultura química o natural? (14-5-1983)
- El aprendizaje de la paz (21-5-1983)
- En el día mundial del Medio Ambiente (28-5-1983)
- Encuentros en la naturaleza (18-6-1983)
- Campos de soledad (25-6-1983)
- Músicos por amor al arte (2-7-1983)
- Puebla de Lillo, Ayuntamiento "verde" (9-7-1983)
- Los ganaderos no renuncian a sus derechos (16-7-1983)
- Galicia queimada (30-7-1983)
- Guarderías no, escuelas infantiles sí (6-8-1983)
- Cartagena sitiada (27-8-1983)
- El Defensor del Pueblo (3-9-1983)
- Sherry, ¿un puerto para quién? (17-9-1983)
- La basura radiactiva (1-10-1983)
- Euskadi, desastre ecológico (8-10-1983)
- Más bosques y menos petróleo (15-10-1983)
- Llegó el cambio a la sanidad (22-10-1983)
- El frenazo nuclear (12-11-1983)
- Ratoneras de cemento (19-11-1983)
- Educación. El ministro responde (3-12-1983)
- Con la escopeta al hombro (17-12-1983)
- 1983: Ecologismo y paz (7-1-1984)
- Edificar a cualquier precio (14-1-1984)
- Con la vejez a cuestas (21-1-1984)
- Obras públicas. El ministro responde (28-1-1984)
- El amianto mata (11-2-1984)
- Pescar en aguas revueltas (25-2-1984)
- Autonomías ¿para qué? (3-3-1984)
- A la caza del gitano (10-3-1984)
- ¿Para qué la prensa (17-3-1984)
- Ayuntamientos sin depuradoras (24-3-1984)
- Transportes. El ministro responde (31-3-1984)
- La CNT reclama su patrimonio (7-4-1984)
- La naturaleza como aula (20-4-1984)
- UGT y CCOO ¿Sindicatos en discordia? (5-5-1984)
- Justicia. El ministro responde (19-5-1984)
- El cemento arrollador (16-6-1984)
- Recuperar el pasado (23-6-1984)
- Marisqueo y pesca (30-6-1984)
- Presidencia. El ministro responde (7-7-1984)
- Lo primero vivir (21-7-1984)
- Urbanismo, asignatura difícil (28-7-1984)
- El hiper..."marcado" (18-8-1984)
- No todo el monte es orégano (25-8-1984)
- Trabaja, pero seguro (1-9-1984)
- Y después de la cárcel ¿qué? (15-9-1984)
- Deficientes mentales (22-9-1984)
- Refugio para maltratadas (6-10-1984)
- Y al final, la heroína (13-10-1984)
- Aprender trabajando (20-10-1984)
- Jóvenes, pero líderes (3-11-1984)
- Central Nuclear de Ascó (10-11-1984)
- Psiquiátricos. Almacenes de por vida (24-11-1984)
- La Siberia extremeña (1-12-1984)
- Médicos S.A. (8-12-1984)
- Leguina, Segurado y el tres por ciento (15-12-1984)
- Vivir en España (29-12-1984)